# Proterebia xianta
Proterebia xianta är en fjärilsart som beskrevs av Hans Fruhstorfer 1918. Proterebia xianta ingår i släktet Proterebia och familjen praktfjärilar. Inga underarter finns listade i Catalogue of Life.